# Arnhemsche Stoomsleephelling Maatschappij
De Arnhemsche Stoomsleephelling Maatschappij NV (ASM) was een scheepswerf en machinefabriek die tussen 1889 en 1978 in Arnhem actief was op het gebied van scheepsreparatie, omvangrijke scheepsverbouwingen en machinebouw. Met een onderbreking tussen 1893 en 1903 hield het bedrijf zich ook bezig met nieuwbouw van schepen.

## Oprichting
De ASM werd opgericht als nv (Staatscourant 6/7 oktober 1889), op initiatief van de scheeps- en werktuigkundige en technisch inspecteur van de rederij Concordia, Johannes Jacobus Prins, met financiële en zakelijke steun vanuit de genoemde rederij. Prins werd ook de eerste directeur; hij had in 1887 in verschillende landen octrooi verkregen op een eigen constructie stoommachine. Het bedrijf werd naast het haventje van de rederij Concordia aan de zuidelijke Rijnoever gevestigd en was al meteen succesvol. In het eerste jaar werd al een omzet van f 53.575 behaald. Er volgden al gauw diverse uitbreidingen: er kwam een ijzer- en kopergieterij, de ketelmakerij (1890, 1898 en 1914/'16), een nieuwe bankwerkerij en -draaierij in 1907. De omzet liep op van f 110.000 (1894) tot f 305.000 (1903) en f 510.000 (1907). Eind 19e eeuw telde het bedrijf een honderdtal werklieden. In 1891 werd het maatschappelijk kapitaal van de nv verhoogd tot f 150.000 dat in 1900 werd teruggebracht tot f 78.000. Een specialiteit werden al gauw de grindbaggermachines, waarnaast ook de sleepboten een bijzondere plaats in de productie innamen. Verder nam in de beginperiode de vervaardiging van stoomketels, zowel land- als bootketels, een belangrijke plaats in. In 1914 werd het bedrijf aangesloten op het gemeentelijk elektriciteitsnet nadat het vanaf 1903 in eigen elektriciteitsbehoefte had voorzien. 

## Groei
In 1916 werkten er 244 mannen en 20 jongens bij de ASM, in 1919 telde de ASM 300 man personeel, de jaren daarna bereikte men de top met 350 werklieden. Het bedrijf - het grootste van Arnhem - leverde niet alleen voor binnenlandse rekening maar ook voor de buitenlandse markt. De terugval na 1922 werd deels overwonnen door nieuwe afzetgebieden, ijzeren apparatenbouw. In 1929 werkten er 250 personen, op het dieptepunt van de crisis waren dat er nog maar 45, in 1939 waren het weer 250. De Duitse bezetting kwam men niet ongeschonden door: eind 1944 werden alle machines en gereedschappen geroofd. De naoorlogse periode was de eerste tientallen jaren een van groei en profijt. Aangepast aan de bredere doelstelling werd de bedrijfsnaam in 1953 gewijzigd in Arnhemsche Scheepsbouw Maatschappij. Een probleem, vooral bij stapelloop, waren de sterk wisselende waterstanden in de Rijn. De naoorlogse Rijnkanalisatie was dan ook niet bevorderlijk voor de bedrijfsontwikkeling, die zich ook op de offshore-industrie richtte. Uiteindelijk viel in 1978 het doek. Het voormalige bedrijfsterrein is anno 2022 een herontwikkellocatie met onder meer een stadstrand. 